# Куракин, Владислав
Владислав Куракин (латыш. Vladislavs Kurakins, 9 июля 1996, Даугавпилс) — латвийский футболист, вратарь.

## Карьера
Начал взрослую карьеру в 2012 году в клубе «Даугавпилс». С 2014 со своим клубом выступал в высшей лиге Латвии, где дебютировал 1 мая 2014 года в проигранном матче против клуба «Вентспилс» (0:3). В 2016 году Владислав стал игроком клуба Спартак (Юрмала). Затем он на год переехал в столицу Латвии в клуб «Рига». После сезона в столичном клубе перешёл во второй дивизион Австрии в клуб «Мауэрверк», сыграв в 11 матчах вернулся в Латвию — в клуб «Елгава».
После сезона в Латвии перешёл в норвежский «Эгерсунн». В марте 2022 вернулся в «Даугавпилс»

## Достижения
- Чемпионат Латвии по футболу:

 2016